# ペット共生
ペット共生（ペットきょうせい）とは、一般的に、ペット共生住宅、ペット共生アパート・マンションなどを指し、居住者が犬や猫などの小動物（ペット）と共に健康生活をおくれるよう住宅設備に配慮した住居のことをいう。

## 特徴
今までは、部屋の汚れや匂い、鳴き声による騒音等を主な理由としてマンションなどの集合住宅ではペットの飼育はおろかペットとの共生は忌避されるケースが多くあったといえる。
しかし、少子高齢化が進んでいる現代では、ペットと一緒に住まう者が増加傾向にあり、愛玩動物という位置づけから家族の一員として大事にされるようになってきている。
そのようなことから家の中で飼われるケースが増加傾向にあり「傷が付きにくい壁紙」「ニオイを防ぐ内装材」など、さまざまなケースに対処することで、お互いにストレスのない生活。ストレスレスな生活。クオリティーライフの向上がはかられ、ペットを含めた家族全員が幸せに暮らす事が出来る工夫が求められるようになってきている。
それでもペットの臭い・傷・汚れなどは忌避する判断材料となるため、ペット飼育禁止と管理規約で明確にうたっているマンションなどの集合住宅は多い。
ペットと共に集合住宅に入居するのであれば、ペット飼育細則などが備えられているのかをきちんと確認する必要がある。

## 共有設備（マンション）として注目されているもの
排泄物ダストボックス（エントランス）
散歩後に室内に持ち帰らずとも共用スペースで汚物の処理ができるもの。 エレベータで汚物を持ち運ぶ必要もなくニオイから開放される。 一般的にはトイレと同じようにふたを開けて汚物を入れてから流す。
足洗い場（エントランス）
散歩帰りにペットの汚れた足を洗うことができるもの。 雑菌などを室内に持ち込まないよう基本的には共有スペースに設置されている。 集合住宅によっては水飲み場が付いていたり、冬場の散歩後でも快適に使えるよう温水対応となっているものもある。
ドッグラン（屋上、敷地内共有スペース）
敷地内やマンションの屋上などで自由に走り回れるスペース。
ペットケアルーム（グルーミング室）
室内では抜け毛処理などで大変なペットのシャンプーやブラッシングを 専用のトリミングルーム（グルーミングスペース）で気兼ねなく行うもの。集合住宅によっては温水対応シャワーやトリミング用具が備わっているところもある。
エレベーター内ペットボタン（エレベーター）
ペットも一緒に乗っているかどうかが一目で分かる。ペットが苦手な人と偶発的遭遇を回避することができる。
エレベーター内映像、モニター画面設置（エントランス）
エレベーターホールに設置したモニターにエレベータ内の映像を流すことで、 小さな犬を連れてエレベーターを待つ場合、 大型犬などを事前にキャッチすることができる。
動物病院、ペットショップが建物に併設しているか近隣にあること。
緊急を要する場合に必要としているもので、獣医師資格を持つ者が常駐するものや、体調管理やしつけなどの相談が可能なものも求められている。

## 住宅設備（マンションでは専有設備）として注目されているもの
- リードフック（玄関）
- 飛び出し防止棚（玄関）
- ネコ用の壁面棚（室内）
- ネコ用の室内棚（室内）
- 空気清浄機、24時間換気
- 耐傷性に優れた床材、壁材
- 消臭性に優れた天井材
- 光触媒を利用した照明器具、観葉植物、造花
- 室内ドアにペット用出入り口
- シャンプー、グルーミングに対応した浴室、洗面台